# Acrilloscala fusca
Acrilloscala fusca is een slakkensoort uit de familie van de Epitoniidae. De wetenschappelijke naam van de soort werd, als Scalaria fusca, voor het eerst geldig gepubliceerd in 1844 door George Brettingham Sowerby II.